# 六氟砷酸镧
六氟砷酸镧是一种无机化合物，化学式为La(AsF6)3。它可由三氟化镧和五氟化砷在无水氟化氢中于室温反应得到。它和二氟化氙反应，可以得到[La(XeF2)2.5](AsF6)3。它和Cs2PdF6在无水氟化氢中反应，可以得到La2(PdF6)3。